# Lamyra caudatus
Lamyra caudatus är en tvåvingeart som beskrevs av Pavel Lehr 1991. Lamyra caudatus ingår i släktet Lamyra och familjen rovflugor. Inga underarter finns listade i Catalogue of Life.